# 8 octobre
Pour les articles homonymes, voir Huit-Octobre.
8 septembre 8 novembre
Chronologies thématiques
- Croisades
- Ferroviaires
- Sports
- Disney
- Anarchisme
- Catholicisme

Abréviations / Voir aussi
- (° 1852) = né en 1852
- († 1885) = mort en 1885
- a.s. = calendrier julien
- n.s. = calendrier grégorien
- Calendrier
- Calendrier perpétuel
- Liste de calendriers
- Naissances du jour

Le 8 octobre est le 281e jour de l'année du calendrier grégorien, 282e lorsqu'elle est bissextile (il en reste ensuite 84).
C'était généralement l'équivalent du 17 vendémiaire du calendrier républicain ou révolutionnaire français, officiellement dénommé jour de la citrouille (voir aussi le jour du potiron, généralement les 4 octobre ; & les 31 octobre voire 1er novembre de Halloween et Samain).

## Événements

### IXesiècle
- 876 : victoire de Louis III le Jeune sur Charles II le Chauve, à la bataille d'Andernach.

### XVIesiècle
- 1517 : François Ier signe l'acte de naissance de la ville du Havre.
- 1600 : la république de Saint-Marin adopte sa Constitution, la plus ancienne connue et encore en vigueur.

### XIXesiècle
- 1809 : Klemens Wenzel von Metternich est nommé ministre des Affaires étrangères et chancelier autrichien.
- 1813 : traité de Ried, lors de la Sixième Coalition contre la France napoléonienne.
- 1856 : incident de l'Arrow, déclenchant la seconde guerre de l'opium.
- 1862 : bataille de Perryville, pendant la guerre de Sécession.
- 1870 :
  - manifestation du 8 octobre 1870, à Paris.
  - bataille de Saint-Quentin.
- 1871 : début du grand incendie de Chicago.

### XXesiècle
- 1912 : début de la première guerre balkanique.
- 1962 : début de l'affaire du Spiegel.
- 1967 : capture de Che Guevara en Bolivie.

### XXIesiècle
- 2008 : première élection présidentielle multipartite de l'histoire des Maldives[1].
- 2023 : au Luxembourg, lors des élections législatives, la coalition du Premier ministre Xavier Bettel, en place depuis dix ans, perd sa majorité[2].

## Arts, culture et religion
- 451 : ouverture du concile de Chalcédoine.
- 2020 : le prix Nobel de littérature est attribué à la poétesse américaine Louise Glück pour l'ensemble de son œuvre[3].

## Sciences et techniques
- 2019 : le prix Nobel de physique est attribué au Canado-Américain James Peebles, pour des découvertes théoriques en cosmologie physique, et aux Suisses Michel Mayor et Didier Queloz, pour la première découverte d'une exoplanète 51 Pegasi b en orbite autour d'une étoile de type solaire, le 6 octobre 1995[4].
- 2024 : le prix Nobel de physique est attribué à l'Américain John Joseph Hopfield et au Britannico-canadien Geoffrey Hinton pour leurs travaux sur l'apprentissage automatique[5].

## Économie et société
- 1641 : Savinien de Cyrano, qui vient d'entrer sans doute en classe de philosophie, passe un marché avec un maître d'armes.
- 1648 : début de la dictée de son testament par son père, Abel de Cyrano.
- 1998 : une procédure d’impeachment est engagée contre le président des États-Unis Bill Clinton dans l'affaire Lewinski[6].
- 2005 : séisme de 2005 au Cachemire.
- 2018 : le prix de la Banque de Suède en sciences économiques en mémoire d'Alfred Nobel est décerné aux Américains William Nordhaus et Paul Romer.
- 2021 : 
  - en Afghanistan, à Kondoz, au moins 62 civils hazaras chiites sont tués dans un attentat-suicide commis par l'État islamique[7].
  - le prix Nobel de la paix est attribué aux journalistes , la Philippino-américaine Maria Ressa et le soviétique puis russe Dmitri Mouratov[8].
- 2022 : une explosion endommage le pont de Crimée[9].

## Naissances

### XVIesiècle
- 1585 : Heinrich Schütz, compositeur allemand († 6 novembre 1672).

### XVIIIesiècle
- 1773 : Sophie de Bawr, femme de lettres, compositrice et autrice française († 31 décembre 1860).
- 1795 : Raymond-Théodore Troplong, juriste et homme politique français, président du Sénat et de la Cour de cassation de 1852 à 1869 († 1er mars 1869).
- 1800 : Jean Désiré de Fiennes, peintre belge et bourgmestre d'Anderlecht († 11 novembre 1879).

### XIXesiècle
- 1810 : James Wilson Marshall, chercheur d'or américain († 10 août 1885).
- 1827 : Francisque Sarcey, journaliste français († 16 mai 1899).
- 1833 : André Theuriet, homme de lettres français († 23 avril 1907).
- 1850 : Henry Le Chatelier, chimiste français († 17 septembre 1936).
- 1857 : Octave Gallice, cavalier français d'attelage († 18 juin 1906).
- 1864 : Ozias Leduc, peintre canadien († 16 juin 1955).
- 1870 : Louis Vierne, compositeur français († 2 juin 1937).
- 1873 : Ejnar Hertzsprung, chimiste et astronome danois († 21 octobre 1967).
- 1883 : Otto Heinrich Warburg, médecin et biochimiste allemand, prix Nobel de physiologie ou médecine en 1931 († 1er août 1970).
- 1884 : Walter von Reichenau, militaire allemand († 17 janvier 1942).
- 1889 : Philippe Thys, cycliste sur route belge († 16 janvier 1971).
- 1890 : Edward Vernon Rickenbacker, militaire américain († 27 juillet 1973).
- 1895 :
  - Juan Perón, militaire et homme politique argentin, président de la nation argentine, de 1946 à 1955, puis de 1973 à 1974 († 1er juillet 1974).
  - Zog Ier, homme politique albanais, président de la République albanaise de 1925 à 1928, puis roi d’Albanie de 1928 à 1939 († 9 avril 1961).
- 1896 : Julien Duvivier, réalisateur français († 29 octobre 1967).
- 1897 : Marcel Herrand, acteur français († 11 juin 1953).
- 1899 : Edmond Michelet, résistant et homme politique français († 9 octobre 1970).

### XXesiècle
- 1901 : Marcus Oliphant, physicien australien († 14 juillet 2000).
- 1903 : Colette Peignot, auteure et poète, compagne de Georges Bataille († 7 novembre 1938).
- 1910 :
  - Kirk Alyn, acteur américain († 14 mars 1999).
  - Alberto Balderas, matador mexicain († 29 décembre 1940).
  - Paulette Dubost, actrice française († 21 septembre 2011).
- 1913 : Robert Gilruth, ingénieur aéronautique américain († 17 août 2000).
- 1914 : Jean-Toussaint Desanti, philosophe français († 20 janvier 2002).
- 1917 : Walter Lord (John Walter Lord Jr. dit), auteur et historien américain († 19 mai 2002).
- 1919 : 
  - Ki'ichi Miyazawa (宮澤 喜一), homme politique japonais, Premier ministre de 1991 à 1993 († 28 juin 2007).
  - André Valmy (André Antoine Marius Dugenet dit), acteur français, doublure vocale († 18 novembre 2015).
- 1920 : Frank Patrick Herbert, écrivain américain († 11 février 1986).
- 1921 : Mélanie Berger-Volle, couturière, militante et résistante franco-autrichienne devenue centenaire.
- 1924 : Aloísio Lorscheider, prélat brésilien († 23 décembre 2007).
- 1925 : 
  - Jean-Guy Hamelin, évêque catholique québécois († 1er mars 2018).
  - Paul Van Hoeydonck, sculpteur belge.
- 1934 : Carmen Laffón, peintre et sculptrice espagnole († 7 novembre 2021).
- 1936 : Leonid Kouravliov, acteur soviétique puis russe († 30 janvier 2022).
- 1937 : Aleksandr Ivanitsky, lutteur soviétique, champion olympique († 22 juillet 2020).
- 1938 :
  - Ralph Hubert « Sonny » Barger, membre fondateur américain du chapitre des Hells Angels d'Oakland, Californie († 29 juin 2022).
  - Frederick Sydney « Fred » Stolle, joueur de tennis australien.
- 1939 :
  - Gary Anderson, tireur sportif américain, double champion olympique.
  - Giuseppe Beghetto, coureur cycliste italien spécialiste de la vitesse sur piste.
  - Jean-Claude Gaudin, homme politique français, ministre de l'Aménagement du territoire de 1995 à 1997 et maire de Marseille de 1995 à 2020.
  - Paul Hogan, acteur et cinéaste australien.
- 1941 :
  - George Bellamy, musicien britannique, guitariste du groupe The Tornados.
  - Jesse Jackson, pasteur, homme politique et militant des droits civiques américain.
- 1943 :
  - Cornelius Crane « Chevy » Chase, humoriste et acteur américain.
  - R. L. Stine (Robert Lawrence Stine dit), écrivain américain.
- 1946 : 
  - Jean-Jacques Beineix, réalisateur et scénariste français († 13 janvier 2022).
  - Lennox Miller, athlète jamaïcain spécialiste du sprint († 8 novembre 2004).
- 1947 : 
  - Emiel Puttemans, athlète belge, spécialiste des courses de fond.
  - Bernard Talvard, escrimeur français.
- 1948 :
  - Claude Jade (Claude Jorré dite), actrice française († 1er décembre 2006).
  - Johnny Ramone (John William Cummings dit), musicien américain, guitariste du groupe Ramones († 15 septembre 2004).
  - Valeriy Rezantsev, lutteur soviétique double champion olympique.
- 1949 : Sigourney Weaver (Susan Weaver dite), actrice américaine.
- 1950 :
  - Robert Bell, musicien américain du groupe Kool & The Gang.
  - Fred Gage, chercheur spécialisé dans l'étude du cerveau et professeur de génétique américain.
- 1951 : Marc Perrone, accordéoniste diatonique, chanteur, conteur et auteur-compositeur-interprète français.
- 1954 : Joseph-Antoine Bell, footballeur camerounais.
- 1956 :
  - Janice Elaine Voss, astronaute américaine († 6 février 2012).
  - Stephanie Zimbalist, actrice américaine.
- 1957 : Antonio Cabrini, footballeur italien.
- 1959 : Carlos Ismael Noriega, astronaute américain.
- 1960 : François Pérusse, humoriste canadien.
- 1964 : Ian Hart, acteur britannique.
- 1965 :
  - Matthew « Matt » Nicholas Biondi, nageur américain.
  - Jean-Pierre Dick, navigateur français.
  - Andrzej Wroński, lutteur polonais, champion olympique.
- 1967 : Edward Theodore « Teddy » Riley, chanteur, compositeur et instrumentiste américain du groupe BLACKstreet.
- 1968 : Emily Procter, actrice américaine.
- 1969 : Julia Ann, actrice pornographique américaine.
- 1970 :
  - Matthew Paige « Matt » Damon, acteur et scénariste américain.
  - Sadiq Khan, homme politique britannique, maire de Londres depuis 2016.
- 1972 :
  - Enrique Arce, acteur espagnol.
  - Hamzah Idris Falatah, footballeur saoudien.
- 1973 : Aurélia Nolin, actrice et metteuse en scène française.
- 1975 :
  - Tahmima Anam, romancière et journaliste d'expression britannique.
  - Tatiana Grigorieva, athlète australienne.
  - Lynda Mekzine, judokate algérienne.
  - Laetitia Pujol, danseuse étoile française.
  - Tore Vikingstad, joueur de hockey sur glace norvégien.
- 1976: Frantz Carly Jean Michel, acteur et gestionnaire haïtien.
- 1977 : Sylvain Maynier, basketteur français.
- 1979 : Kristanna Loken, actrice américaine.
- 1980 : Michael Mizanin, lutteur américain.
- 1981 : 
  - Nassim Oussalah, footballeur algérien.
  - Kalil Wilson, chanteur, musicien et ethnomusicologue afro-américain.
- 1982 :
  - Juliette Chêne, actrice française.
  - Annemiek van Vleuten, coureuse cycliste néerlandaise.
- 1985 : Bruno Mars (Peter Gene Hernandez dit), chanteur américain.
- 1987 : Yeelem Jappain, actrice française.
- 1989 : 
  - Ngô Minh Hiếu, hacker vietnamien.
  - Devereaux Peters, basketteuse américaine.
- 1990 : Chisato Nakata (中田ちさと), chanteuse japonaise.
- 1993 :
  - Angus Turner Jones, acteur américain.
  - Molly Quinn, actrice américaine.
  - Garbiñe Muguruza, joueuse de tennis espagnole.
- 1995 : Grayson Allen, basketteur américain.
- 1997 :
  - Gabriel Bordier, athlète français.
  - Bella Thorne, actrice américaine.
- 1999 : Putthipong Assaratanakul, acteur et chanteur thaïlandais.
- 2000 : Ethan Torchio, batteur du groupe de rock italien Måneskin.

### XXIesiècle
- 2001 : Percy Hynes White, acteur canadien.

## Décès

### XIIIesiècle
- 1216 : El-Malik ed-Zahir Ghazi, émir d'Alep (°1172)
- 1286 : Jean Ier, duc de Bretagne de 1221 à 1286 (° 1217).

### XVIIesiècle
- 1659 : Jean de Quen, missionnaire jésuite français (° vers 1603).

### XVIIIesiècle
- 1754 : Henry Fielding, romancier, dramaturge, poète et journaliste britannique (° 22 avril 1707).
- 1776 : Philip Vickers Fithian, religieux et diariste américain (° 29 décembre 1747).

### XIXesiècle
- 1803 : Vittorio Alfieri, homme de lettres italien (° 16 janvier 1749).
- 1815 : Louis-Auguste Brun, peintre suisse (° 3 octobre 1758).
- 1820 : Henri Christophe, militaire et homme politique haïtien, président d'Haïti de 1806 à 1811 puis roi de 1811 à 1820 (° 6 octobre 1767).
- 1834 : François-Adrien Boïeldieu, compositeur français (° 16 décembre 1775).
- 1838 : Prosper Garnot, naturaliste français (° 18 janvier 1794).
- 1883 : Ielpidifor Anempodistovitch Kirillov, physicien soviético-russe (° 27 novembre 1964).
- 1889 : 
  - Chohachi Irie, plâtrier japonais (° 7 septembre 1815).
  - Johann Jakob von Tschudi, diplomate et naturaliste suisse (° 25 juillet 1818).

### XXesiècle
- 1927 : Ricardo Güiraldes, romancier et poète argentin (° 13 février 1886).
- 1953 :
  - Nigel Bruce, acteur britannique (° 4 février 1895).
  - Kathleen Ferrier, contralto britannique (° 22 avril 1912).
- 1961 : Mona Goya (Simone Isabelle Marchand dite), actrice française (° 25 novembre 1909).
- 1962 : Solomon Linda, chanteur, auteur-compositeur-interprète sud-africain (° 1909)
- 1967 : Clement Attlee, homme politique britannique, Premier ministre de 1945 à 1951 (° 3 janvier 1883).
- 1969 : Eduardo Ciannelli, acteur italien (° 30 août 1888).
- 1970 : Lucien Goldmann, philosophe français (° 20 juillet 1913).
- 1973 : Gabriel Marcel, philosophe français académicien ès sciences morales et politiques (° 7 décembre 1889).
- 1978 : Karl Swenson, acteur américain (° 23 juillet 1908).
- 1980 : Pearl Kendrick, bactériologiste américaine (° 24 août 1890).
- 1982 :
  - Philip John Noel-Baker, homme politique britannique, prix Nobel de la paix en 1959 (° 1er novembre 1889).
  - Fernando Lamas, acteur et réalisateur argentin (° 9 janvier 1916).
- 1983 : Alexandre Renard, cardinal français, archevêque de Lyon de 1967 à 1981 (° 2 juin 1906).
- 1984 : René Garnier, mathématicien français académicienne ès sciences (° 16 janvier 1887).
- 1986 : Jacqueline Huet, speakerine, actrice, chanteuse et commentatrice française (° 20 octobre 1929).
- 1987 : Paul Winter, chef des Forces françaises de l'intérieur du Haut-Rhin pendant la Seconde Guerre mondiale (° 25 août 1898).
- 1989 : Robert Rivard, acteur canadien (° 29 mai 1927).
- 1992 : Willy Brandt (Herbert Ernst Karl Frahm dit), chancelier fédéral d'Allemagne de 1969 à 1974, prix Nobel de la paix en 1971 (° 18 décembre 1913).
- 1996 :
  - Maurice Aydalot, magistrat français (° 22 juin 1905).
  - Marcel Gautherot, photographe français (° 14 juillet 1910).
  - Francis D. Lyon, réalisateur, monteur et producteur américain (° 29 juillet 1905).
  - Marcel Nicolet, météorologue et géophysicien belge (° 26 février 1912).
- 1997 :
  - Gilles Boulet, écrivain, professeur et recteur d'université canadien (° 5 juin 1926).
  - Bertrand Goldberg, architecte américain (° 17 juillet 1913).
  - Georges Montaron, journaliste, militant, résistant et patron de presse français (° 10 avril 1921).
- 1998 :
  - Gigi Reder, acteur italien (° 25 mars 1928).
  - Zhang Chongren, artiste sculpteur chinois ami de Hergé et inspirateur de son personnage de bandes dessinées "Tchang" ami de "Tintin" (° 27 septembre 1907).

### XXIesiècle
- 2001 : Angelo Varetto, cycliste sur route italien (° 10 octobre 1910).
- 2002 :
  - Phyllis Calvert, actrice britannique (° 18 février 1915).
  - Jacques Richard, hockeyeur canadien (° 7 octobre 1952).
- 2003 : Donat Chiasson, archevêque catholique canadien (° 2 janvier 1930).
- 2004 :
  - Georges Bayard, écrivain français (° 20 mars 1918).
  - Irina Demick, actrice russo-franco-américaine (° 16 octobre 1936).
  - Jean Robin, footballeur français (° 25 juillet 1921).
- 2006 : Michel Roques, cycliste sur route français (° 20 juillet 1946).
- 2007 : Constantin Andréou, peintre et sculpteur franco-grec (° 24 mars 1917).
- 2008 : 
  - Gotzon Garate, écrivain, prêtre catholique, professeur d'université et linguiste espagnol (° 1er septembre 1934).
  - Gidget Gein (Bradley Stewart dit), musicien et plasticien américain (° 11 septembre 1960).
  - George Emil Palade, biologiste, chimiste, inventeur et physicien roumain puis américain (° 19 novembre 1912).
- 2009 : Jean Sage, pilote automobile franco-suisse (° 5 juillet 1940).
- 2010 : Isaia Rasila, joueur de rugby à XV fidjien (° 29 avril 1969).
- 2011 : 
  - Al Davis, entraîneur de foot U.S. américain (° 4 juillet 1929).
  - David Hess, acteur, producteur, compositeur et réalisateur américain (° 19 septembre 1936).
  - Mikey Welsh, artiste-peintre et bassiste américain (° 20 avril 1971).
  - Roger Williams, pianiste américain (° 1er octobre 1924).
  - Ingvar Wixell, baryton d'opéra suédois (° 7 mai 1931).
- 2012 :
  - Marilou Diaz-Abaya, réalisatrice philippine (° 30 mars 1955).
  - Rafael Lesmes, footballeur espagnol (° 9 novembre 1926).
  - John Tchicai, compositeur et saxophoniste danois (° 28 avril 1936).
  - Edouard Volodarski, dramaturge et scénariste soviétique puis russe (° 3 février 1941).
- 2013 :
  - Paul Desmarais, homme d'affaires canadien, multi-milliardaire (° 4 janvier 1927).
  - José Faria, entraîneur de football brésilien (° 26 avril 1933).
- 2014 :
  - Jean-François Calvé, acteur français (° 23 septembre 1925).
  - Zilpha Keatley Snyder, écrivaine américaine (° 11 mai 1927).
- 2015 :
  - Marc Dachy, historien de l'art, traducteur, conférencier et éditeur français (° 5 novembre 1951).
  - István Nemeskürty, écrivain, scénariste, producteur de cinéma, professeur d'université hongrois (° 14 mai 195).
  - Paul Prudhomme, cuisinier américain (° 13 juillet 1940).
  - Tomek Steifer, artiste peintre, graphiste, peintre héraldiste et généalogiste polonais (° 5 novembre 1955).
- 2016 :
  - Cheikh Ag Aoussa, chef rebelle touareg malien (° ? 1965 ou 1966).
  - Peter Allen (en), radiodiffuseur américain (° 17 septembre 1920).
  - Guillaume Bieganski, footballeur français (° 3 novembre 1932).
  - Stephen Bollenbach (en), homme d'affaires américain, P-DG du groupe Hilton Worldwide de 1996 à 2007 (° 14 juillet 1942).
  - Kuo Chin-fa (en) (郭金發), chanteur taïwanais (° 1er mars 1944).
  - Don Ciccone (en), auteur-compositeur-interprète américain des groupes The Critters (en), The Four Seasons, Tommy James and the Shondells (° 28 février 1946).
  - Ray Clough, ingénieur américain (° 23 juillet 1920).
  - Gary Dubin (en), acteur américain (° 5 mai 1959).
  - Maximiliano Giusti (en), footballeur argentin (° 18 février 1991).
  - John Gleeson (en), joueur de cricket australien (° 14 mars 1938).
  - Alina María Hernández (en), actrice transsexuelle cubaine (° 12 novembre 1970).
  - Mayer Hersh (en), survivant polonais du camp de concentration d'Auschwitz (° 31 août 1926).
  - Abdel Kader Hilal, juriste, policier et homme politique yéménite (° ? 1962).
  - Richard Eric Gautrey « Dickie » Jeeps, joueur de rugby anglais (° 25 novembre 1931).
  - Klaus Kertess (en), collecteur d'art et galeriste américain (° 1940).
  - Wojciech Kurpiewski, kayakiste polonais, médaillé olympique en 1992 (° 16 février 1966).
  - Luc Mbassi, footballeur international camerounais (° ? 1955 ou 1956).
  - Michael Horace Miller (en), officier britannique de la Royal Air Force (° 14 janvier 1928).
  - Jacob Neusner, historien, théologien, écrivain et universitaire spécialisé dans l'étude du judaïsme (° 28 juillet 1932).
  - Stylianos Pattakos (Στυλιανός Παττακός), militaire grec (° 8 novembre 1912).
  - Pierre Tchernia, animateur de télévision et réalisateur français (° 29 janvier 1928).
  - Anton Winkler, lugeur allemand, médaillé olympique en 1980 (° 23 février 1954).
- 2017 : 
  - Rafael Asca, footballeur international péruvien (° 24 octobre 1924).
  - Aldo Biscardi, journaliste et animateur de télévision italien (° 26 novembre 1930).
  - Slim Chaker, homme politique tunisien (° 24 août 1961).
  - Claude Esclatine, dirigeant l'audiovisuel français (° 18 juin 1953).
  - Yalberton Abraham « Y.A. » Tittle, joueur de football américain (° 24 octobre 1926).
- 2020 : 
  - Edward Charles « Whitey » Ford, joueur de baseball américain (° 21 octobre 1928).
  - Erin Wall, artiste lyrique soprano canadiano-américaine (° 4 novembre 1975).
- 2021 : Rabah Driassa, Petru Guelfucci, Henri Mitterand, Raymond T. Odierno.
- 2022 : Martine Allain-Regnault, André Chagnon, Gerben Karstens.
- 2023 :
  - Agneta Andersson, kayakiste suédoise (° 25 avril 1961).
  - Myriam Bat-Yosef, peintre, sculptrice et performeuse israélo-islandaise (° 31 janvier 1931).
  - Yannick Bodin, homme politique français (° 8 août 1942).
- 2024 :
  - Jorge Arriagada, compositeur franco-chilien (° 20 août 1943).
  - Michel Bassi, journaliste française (° 9 juillet 1935).
  - Job, scénariste de bande dessinée franco-suisse (° 25 octobre 1927).
  - Tim P. Johnson, homme politique américain (° 28 décembre 1946).
  - Gerulfus Kherubim Pareira, prélat indonésien (° 26 septembre 1941).
  - Luis Tiant, joueur de baseball américain (° 23 novembre 1940).
  - Bernard Tissier de Mallerais, prélat catholique français (° 14 septembre 1945).
  - Wu Bangguo, homme politique chinois (° 24 juillet 1941).

## Célébrations
- Journée internationale des lesbiennes
- Inde : journée de la Force aérienne indienne commémorant sa création en 1932[10].
- Pérou : jour de la marine péruvienne commémorant sa création en 1821[11].
- Christianisme : station dans le village de Béthel avec mémoire du patriarche Jacob, lectures de : Gn. 27, 1(-46) ; Gn. 28, 10(-22) ; Héb. 11, 1(-31) ; Lc 13, 18-30 et pour mots communs (Gn. 28 et Lc 13) : maison, porte, Jacob (dans le lectionnaire de Jérusalem).

### Saints des Églises chrétiennes

#### Catholiques et orthodoxes
Saints du jour, :
- Amour d'Aquitaine († IXe siècle), ermite refondateur de l'abbaye de Munsterbilzen.
- Artémon († 303), prêtre et martyr à Laodicée.
- Badilon († 871), abbé du monastère de Leuze.
- Benoîte († 362), et Léobérie, vierges et martyres, à Origny-Sainte-Benoite.
- Calétric de Chartres († 567), évêque de Chartres.
- Felix (it) († IVe siècle), 1er évêque de Côme, en Lombardie, ordonné par saint Ambroise.
- Gratien de Chalon († 652), évêque de Chalon-sur-Saône.
- Keyne (en) († Ve siècle), ermite dans le comté de Somerset, sœur de sainte Mélarie.
- Libaire de Grand († 362), martyre à Grand.
- Mélarie († VIe siècle) — ou « Nonne » —, ermite près de Landerneau.
- Métropole († 304), 4e évêque, et martyr, de Tongres.
- Palatiate (en) († IVe siècle), et Laurence, vierge et martyre à Ancône.
- Pélagie d'Antioche († 457), pénitente à Antioche.
- Porcaire († Ve siècle), vierge et ermite à Pontigny, sœur de Camille d'Écoulives.
- Renfroie de Denain († 805), 1re abbesse de l'abbaye de Denain.
- Réparate († 253), vierge et martyre à Césarée.
- Thaïs († IVe siècle), pénitente en Égypte.
- Triduane (en) († VIe siècle), vierge dans le comté d'Aberdeen.
- Valérie († 640), et sa sœur Pollène, dans l'abbaye de Honnecourt-sur-Escaut.
- Yved de Rouen († 550), évêque de Rouen, mort aux Andelys.

#### Saints et bienheureux catholiques
Saints et béatifiés du jour :
- Hugues Canefro († 1233), chapelain des chevaliers de l'ordre de Saint-Jean de Jérusalem[14].
- John Adams († 1586), Robert Dibdale, et Jean Lowe (en), bienheureux prêtres anglais, martyrs à Tyburn.
- Marzio de Pieve (it) († 1301), ermite du tiers-ordre franciscain, à Gualdo Tadino.

#### Saints orthodoxes
Saints du jour, aux dates parfois "juliennes" ou orientales :
- Ignace le Jeune († 1814) — ou « Ignace l'Athonite » —, martyr, pendu à Constantinople.
- Tryphon de Vyatka († 1612), moine.
- Syméon[réf. souhaitée] (Symeon, Siméon ou encore Simon ou Συμεών / Sumeṓn en grec ancien, Shimon voire Shim(o)un en hébreu ; † Iers siècles avant et pendant Jésus-Christ), personnage âgé de l'Évangile selon Luc dans le "Nouveau testament" biblique, qui aurait reconnu en l'enfant Jésus de Nazareth le Messie et chanté le cantique d'action de grâce dit de Syméon ou Nunc dimittis (« Maintenant je peux mourir (en paix) »), lors de la Présentation du bébé au temple ou à la synagogue par ses parents Marie et Joseph pour sa circoncision juive rituelle, également en présence de (Sainte) Anne (voir 26 juillet), mère de Marie supposée mariée à un certain Joachim (Siméon aussi évoqué le 3 février selon le martyrologe romain[15] voire dès la veille 2 février lors de la Chandeleur devenue fête commémorative de la Présentation du Seigneur ou l'Hypatante ou Hypapante des orthodoxes).

### Prénoms du jour
Bonne fête aux Laurence et ses variantes : Laurencia, Lorenza, etc. ( voir 10 août etc.).
Et aussi aux :
- Morgan et ses variantes et dérivés autant bretons : Mari-Morgan, Morgana, Morgane,  Morganez, Morgiane, Morjane, Morwena, etc. sinon Marjane ni Marie-Jeanne et variantes.
- Muriel et ses variantes : Muriela, Muriéla, Muriele, Muriella et Murielle.
- Pélagie et sa variante (masculine voire épicène ?) Pélage.
- Thaïs.
- Voire aux Syméon et ses variantes ci-avant.

## Traditions et superstitions

### Dicton du jour
- « Sainte-Pélagie, une bonne stratégie, un peu de magie, c'est parti pour une nuit d'orgie. »[16][réf. à confirmer]

### Astrologie
- Signe du zodiaque : seizième jour du signe astrologique de la Balance.

## Toponymie
- Plusieurs voies, places, sites ou édifices de pays ou provinces francophones contiennent la date du jour dans leur nom sous différentes graphies possibles : voir Huit-Octobre.